# М-38 (трамвайный вагон)
М38 — советский односторонний моторный четырёхосный высокопольный трамвайный вагон, выпускавшийся Мытищинским вагоностоительным заводом. Вагоны эксплуатировались в Москве, Ярославле и Новокузнецке.

## История создания и производства
Целью разработки трамвайного вагона М-38 было внедрение подвижного состава нового поколения: четырёхосных трамвайных вагонов в Москве для замены морально устаревших вагонов Ф и БФ. Для создания проекта принципиально нового типа трамвайных вагонов в московском трамвайном парке им. Щепетильникова в 1934 году было организовано конструкторское бюро, в котором были выполнены эскизные проекты моторного и прицепного четырёхосного вагона для нового трамвайного поезда.
Опытные вагоны, по внешнему виду ничем не отличавшиеся от американских вагонов РСС, построили в 1935—1936 годах на Сокольническом вагоноремонтном заводе СВАРЗ в Москве. Новые вагоны не имели наименования модели и получили название «голубой вагон» по цвету окраски кузова. Все четыре опытных вагона поступили в депо имени Артамонова и эксплуатировались на маршруте трамвая № 40: Девичье поле — Театральная площадь.
По итогам опытной эксплуатации было принято решение о серийном производстве данных вагонов. Серийное производство было начато на Мытищинском вагоностроительном заводе, выпускавшем в первой половине XX века двухосные моторные и прицепные вагоны для большинства городов СССР.
Первые вагоны, разработанные конструкторским бюро Мострамвайтреста и лично Владимиром Ивановичем Строгановым, в Мытищах выпустили в конце 1938 — начале 1939 года. Первые вагоны поступили в депо имени Баумана и вышли на 11-й и 19-й маршруты, связывавшие район ВСХВ с центром города. Наименование М-38 для серийных вагонов означало «Моторные 38 года». По аналогии с ними опытные четыре вагона производства завода СВАРЗ позднее получили наименование «Опытные вагоны М-38».
В 1939—1941 годах на Мытищинском вагоностроительном заводе построили 60 таких вагонов для Москвы, которым была присвоена серия М-38 и инвентарные номера 1005—1064 (а для опытных — № 1001—1004). С началом Великой Отечественной войны вагоны М-38 перестали выпускаться, а после войны Мытищинский завод не возобновил производства трамваев и сосредоточил своё производство на выпуске вагонов метрополитена.

## Эксплуатация

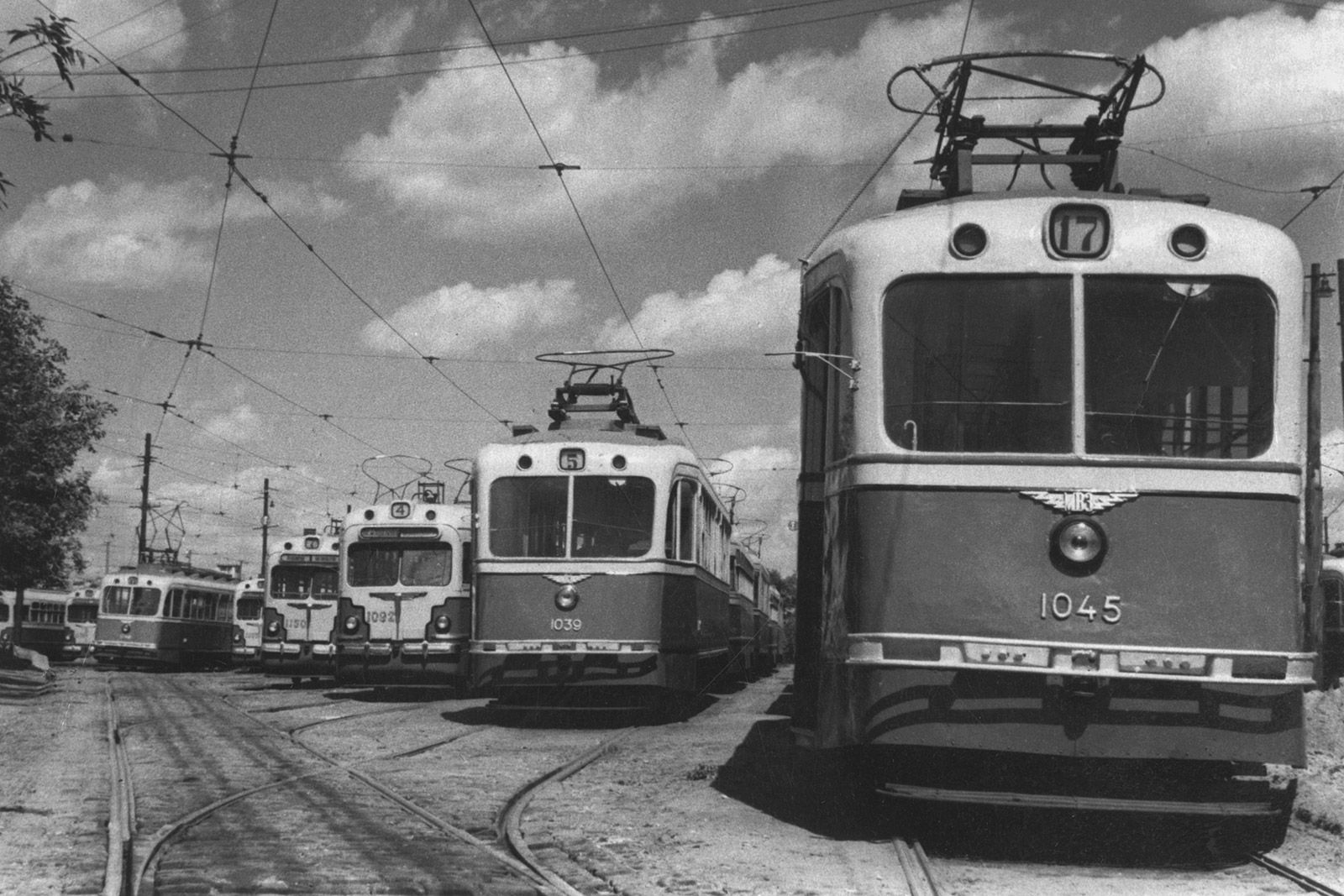
Трамваи М-38 на территории депо имени Баумана

Все серийные М-38 поступили для эксплуатации в депо имени Баумана. Вагоны до 1940 года продолжали красить в голубой цвет, а позднее окраску заменили на кремовый цвет.
Опытные вагоны М-38 после войны в неработоспособном состоянии передали в Ярославль, где их в 1948 году восстановили, выпустили на линию и эксплуатировали до 1964 года. Серийные вагоны М-38 эксплуатировали в Москве до 1970 года. Один вагон передали для эксплуатации в Сталинск.
Последний трамвайный вагон М-38 был списан в депо им. Баумана 11 ноября 1971 года. До нашего времени не сохранилось ни одного кузова вагона М-38. Единственное, что сохранилось — колонка стояночного тормоза опытного вагона М-38 в Ярославском музее трамвайно-троллейбусного управления.